# 條背缺翅螢金花蟲
條背缺翅螢金花蟲（学名：Apterogaleruca hirtihumeralis）为金花蟲科缺翅螢金花蟲屬下的一个种。